# 羽鬚鰭飛魚
羽鬚鰭飛魚（学名：Cheilopogon pinnatibarbatus pinnatibarbatus），又名翼髭鬚唇飛魚，为飛魚科燕鰩魚屬下的一个种。